# Penne copritrici
| 1 - Remiganti primarie 2 - Grandi copritrici primarie 3 - Alula 4 - Remiganti secondarie | 5 - Grandi copritrici secondarie 6 - Medie copritrici 7 - Piccole copritrici 8 - Remiganti terziarie 9 - Scapolari |

Le copritrici sono delle corte penne che svolgono un ruolo di copertura. Ricoprono la base delle remiganti delle ali e delle penne della coda, le timoniere. Non hanno alcun ruolo diretto nel volo.
Esse sono costituite da vari tipi di piume:
- il piumino, costituito da piume leggere le cui barbe restano indipendenti senza formare un vessillo consistente;
- le plumule, piume molto piccole che ricoprono i tarsi;
- la mantellina, piume che ricoprono il retro e i lati del collo.